# Heizkraftwerk Ulm-Söflingen

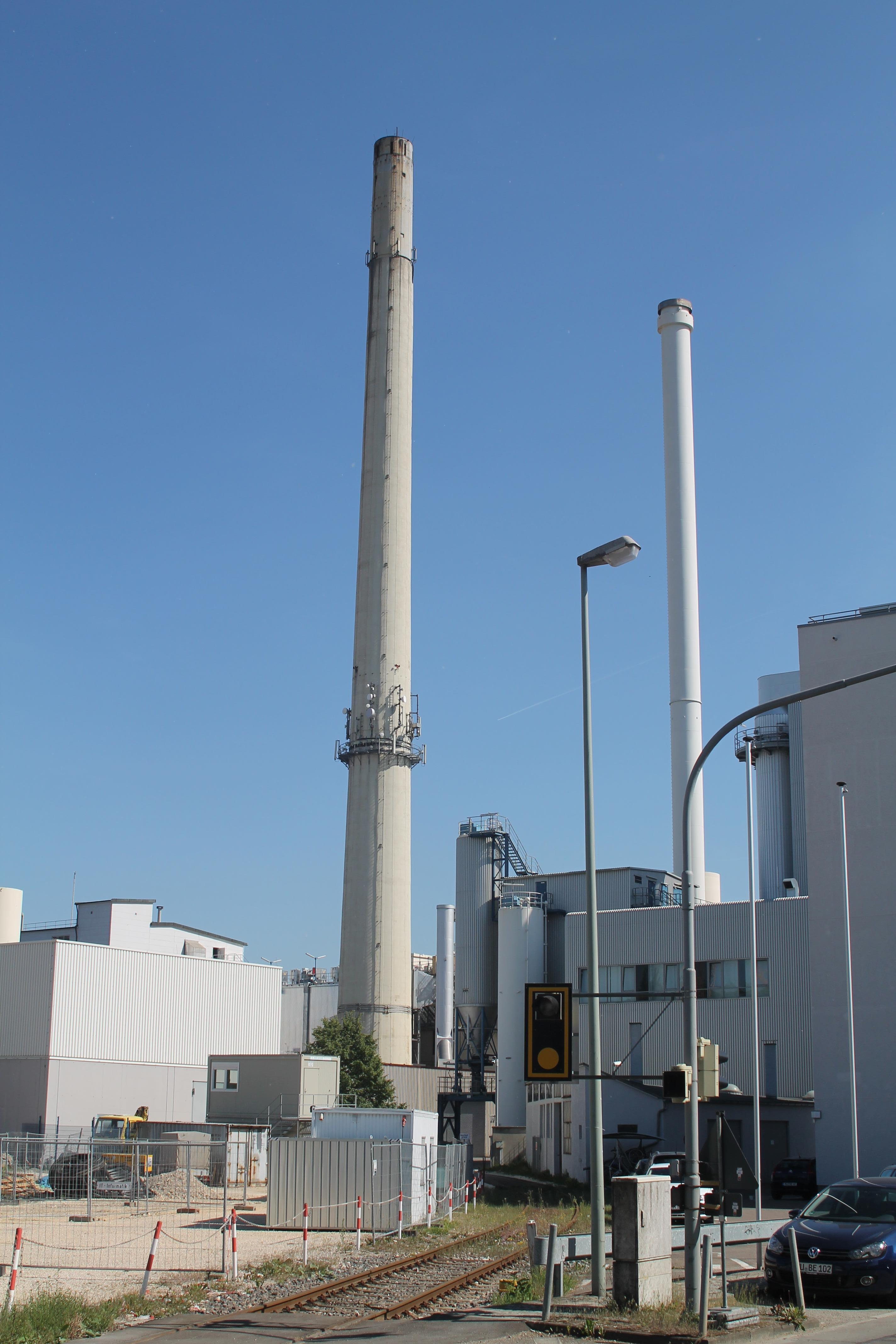
Heizkraftwerk Ulm-Söflingen

Das Heizkraftwerk Ulm-Söflingen in der Ulmer Magirusstraße ist ein Heizkraftwerk mit einer Gesamtwärmeleistung von 313 MW und einer gesamten installierten elektrischen Leistung von 32 MW. Es ist setzt sich aus drei eigenständigen Kraftwerken, einem Heizkraftwerk und zwei Biomasse-Heizkraftwerken, zusammen.

## Heizkraftwerk Magirusstraße
Die drei (ehemals sechs) Dampfhochdruckkessel des Heizkraftwerks erzeugen eine Gesamtwärmeleistung von 230,4 MW. Zudem erzeugen Generatoren eine elektrische Leistung von insgesamt 18,2 MW. Die Kessel werden mit schwefelarmer Kohle, welche via Güterzug angeliefert wird, Erdgas und leichtem Heizöl befeuert. Das Heizkraftwerk geht auf ein kohlebefeuertes Kraftwerk aus dem Jahre 1910 zurück und versorgt zusammen mit den zwei Biomasse-Heizkraftwerken die Fernwärme der Ulmer Kernstadt und des gesamten Oberen Eselsbergs. Der große Kamin der Anlage wurde 1977 erbaut und ist mit einer Höhe von 112 m das vierthöchste Bauwerk in Ulm. Er wird auch als Funkturm genutzt. Die letzten aktiven Kessel des Kohlekraftwerks sollen bis Ende 2021 durch ein gasbefeuertes Blockheizkraftwerk ersetzt werden, welches auf dem vorhandenen Kohlelagerplatz erbaut wird.

## Biomasse-Heizkraftwerk I
Das 2004 ebenfalls am Standort Magirusstraße erbaute Biomasse-Heizkraftwerk I ersetzt die restlichen abgeschalteten Kessel des Kohlekraftwerks. Das Kraftwerk verbrennt pro Stunde 18 Tonnen Holz und erzeugt eine Feuerungswärmeleistung von 58 MW. Das Holz wird mit LKWs in einer Entladehalle angeliefert und als Hackschnitzel in 4 Silobehältern zwischengelagert. Es wird anschließend auf einem Vorschub-Rost verfeuert und erhitzt in einem Kessel das Wasser, welches in einem Turbosatz 9,6 MW elektrische Leistung erzeugt und in einem Wärmetauscher die Fernwärme bereitstellt. Der Rauch wird gereinigt und durch einen 70 m hohen Schornstein ausgestoßen.

## Biomasse-Heizkraftwerk II
Im Jahr 2013 wurde auf dem nördlich angrenzenden Werksgelände der Firma EvoBus das Biomasse-Heizkraftwerk II in Betrieb genommen. Es verbrennt pro Stunde 10,5 Tonnen Holz und erzeugt eine Feuerungswärmeleistung von 25 MW. Das Holz wird als Altholz oder Hackschnitzel mit LKWs angeliefert und in einem Lager mit einer Kapazität von 2.800 m3 zwischengelagert. Das Heizkraftwerk erzeugt neben Fernwärme auch 5 MW elektrischer Energie.
Daneben existiert im Industriegebiet Ulm-Donautal noch das Müllheizkraftwerk Ulm-Donautal des Zweckverbands Thermische Abfallverwertung Donautal (TAD).